# Pedrosa de Río Úrbel
Pedrosa de Río Úrbel es una localidad y un municipio situados en la provincia de Burgos, Castilla la Vieja, en la comunidad autónoma de Castilla y León (España), comarca de Alfoz de Burgos, partido judicial de Burgos, cabecera del ayuntamiento de su nombre.

## Geografía
Es un municipio de España, en la provincia de Burgos, comunidad autónoma de Castilla y León. Tiene un área de 49,06 km² con una población de 260 habitantes (INE 2007) y una densidad de 5,3 hab/km², aunque la población disminuye considerablemente en invierno. Bañada por el río Úrbel.
En 1895 el municipio vio nacer a Fray Justo Pérez de Urbel.

### Localidades
El municipio comprende las localidades de Pedrosa (106), Lodoso (75), Marmellar de Abajo y San Pedro Samuel (39).

## Historia
Lugar que formaba parte, en su categoría de la Jurisdicción de Haza de Siero en del Partido de Castrojeriz, uno de los catorce que formaban la Intendencia de Burgos, durante el periodo comprendido entre 1785 y 1833, en el Censo de Floridablanca de 1787, jurisdicción de realengo, alcalde pedáneo.
Antiguo municipio de Castilla la Vieja en el Partido de Burgos código INE- 09259 
En el censo de la matrícula catastral contaba con 98 hogares y 276 vecinos
Entre el censo de 1970 y el anterior, crece el término del municipio porque incorpora a 09520 Lodoso y 09521 Marmellar de Abajo.
Entre el censo de 1981 y el anterior, incorpora el municipio de San Pedro Samuel, cuyo término tenía una extensión superficial de 1268 hectáreas, albergando 19 hogares y 97 vecinos.

## Demografía
Pedrosa de Río Úrbel cuenta con una población de 246 habitantes (INE 2024).
| Gráfica de evolución demográfica de Pedrosa de Río Úrbel entre 1842 y 2021 |
| |
| Población de derecho según los censos de población del INE. Población de hecho según los censos de población del INE.Entre el censo de 1970 y el anterior, crece el término del municipio porque incorpora a Lodoso y Marmellar de Abajo. Entre el censo de 1981 y el anterior, crece el término del municipio porque incorpora a San Pedro Samuel. |

| 1991 |  | 1996 |  | 2001 |  | 2004 |
| ---- |  | ---- |  | ---- |  | ---- |
| 315  |  | 301  |  | 267  |  | 269  |

## Personajes
- Fray Justo Pérez de Urbel (1895-1979), religioso, catedrático de Historia, escritor y primer abad del Valle de los Caídos.
- Antolín Iglesias Páramo (1934-), poeta.
- Emilio Alonso Río: entrenador de la Selección Nacional absoluta de Balonmano masculino entre 1980 y 1981.

## Monumentos y lugares de interés

### Edificios y monumentos
Iglesia parroquial de Santa Juliana
La iglesia de Santa Juliana fue construida en su mayor parte entre 1500 - 1575, aunque durante los siglos XVII y XVIII se ejecutaron algunas obras menores que contribuyeron a definir la imagen externa del templo y su entorno. Inicialmente, se planeó un templo de carácter basilical, pero el proyecto se cambió hasta configurar una edificación de planta de salón, siendo uno de los ejemplos más tempranos de este tipo en la provincia de Burgos.
Los diferentes tramos de la iglesia están cubiertos principalmente con bóvedas de terceletes, salvo los espacios más modernos, que se cierran con bóvedas de crucería estrellada. La escalera de acceso al coro es una de las partes más singulares de la construcción, pues tiene una bóveda de cañón con casetones en los que aparecen soles, estrellas, cabezas humanas y calaveras.
La iglesia destaca sobre todo por su arquitectura, que le da un carácter externo de solidez y homogeneidad volumétrica, de modo que la ornamentación se reduce a un segundo plano. Sin embargo, hay obras que se distinguen por su gran calidad, como algunas tallas de los retablos, esculturas exentas y pinturas. Especialmente importante es la pieza de la patrona Santa Juliana del retablo mayor de estilo barroco, que resalta por su elegante factura, gracilidad de movimientos y delicadeza del rostro. También es notoria la decoración de estilo plateresco que aparece en la portada de la fachada principal (grutescos, angelitos, cornucopias, gran roseta) y la ornamentación de los capiteles del interior del templo (motivos geométricos, humanos, animales y vegetales).